# Fort bij Penningsveer

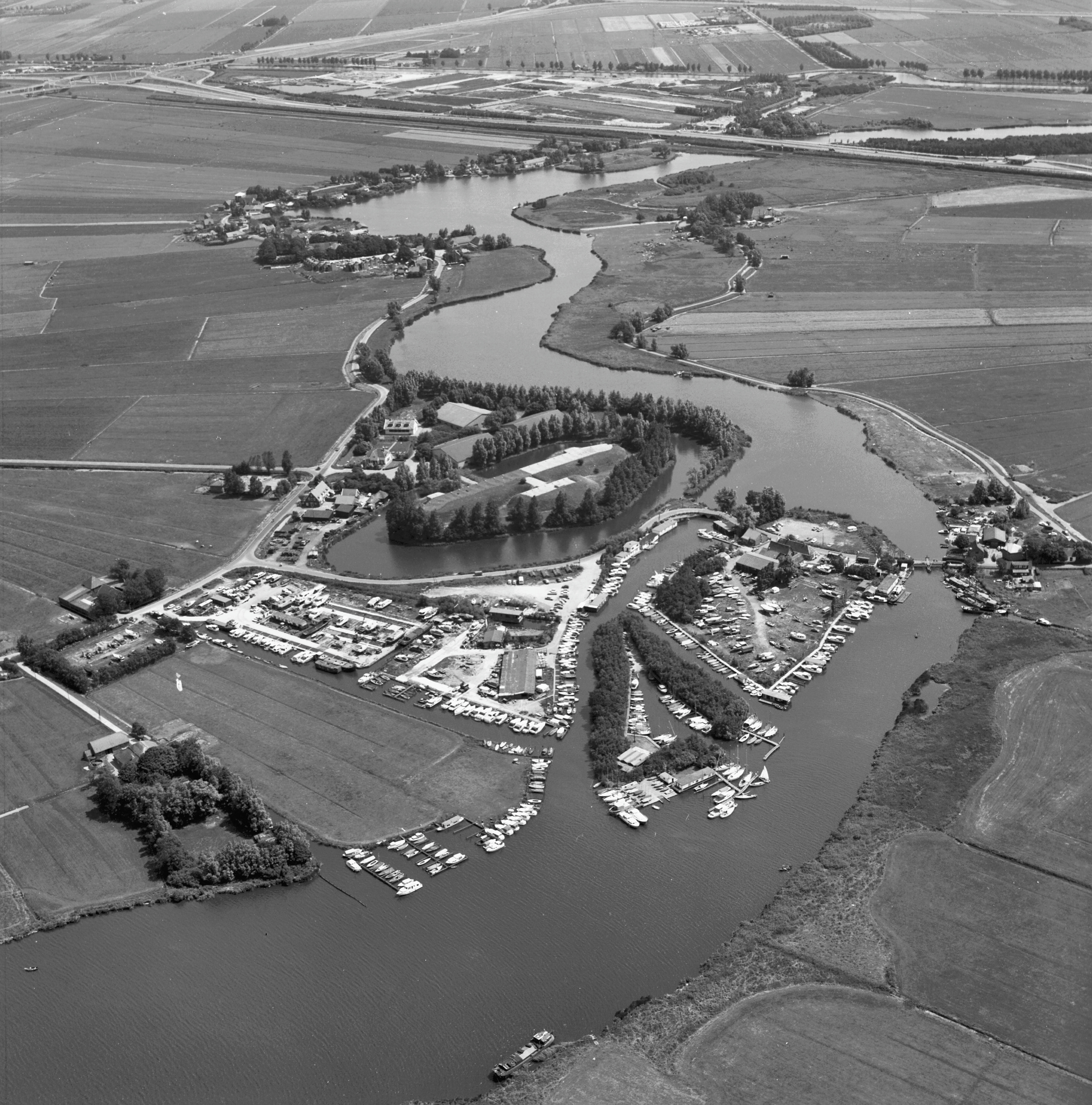
In het midden het Fort bij Penningsveer, gelegen aan de rivier de Liede, verder zijn ook zichtbaar naar boven (zuiden) Fort bij de Liebrug, de spoorlijn Amsterdam - Haarlem en Fort aan de Liede.

Het Fort bij Penningsveer is een fort van de Stelling van Amsterdam. Het is gelegen aan de rivier de Liede bij de buurtschap Penningsveer, ten oosten van Haarlem.
Voordat de Stelling van Amsterdam werd aangelegd, kende Amsterdam al een eerdere verdedigingsgordel. Cornelis Krayenhoff kreeg in 1799 de opdracht om een permanente linie rondom de stad te ontwerpen die met gebruik van inundaties en aarden werken Amsterdam moest verdedigen. Deze werken stonden bekend als de Posten van Krayenhoff en bij Penningsveer kwam in 1813 Post 2 gereed, welke later werd opgenomen in de Stelling van Amsterdam.
In 1886 werd begonnen op deze plaats met het opwerken van een aardwerk. Het zand werd daarna lange tijd met rust gelaten zodat het kon inklinken. Negen jaar later werd het zand vergraven tot een verdedigbaar aardwerk.
De bomvrije gebouwen van Fort bij Penningsveer werden in 1901 opgeleverd. Het is gebouwd als model A fort en van binnen relatief luxe uitgevoerd. Het kreeg vloertegels en er zijn veel houten tussenwanden en panelen in de vertrekken. Het fort maakte deel uit van de Positie bij de Liede. Deze Positie lag aan de oostkant van Haarlem bij de Liede en bestond uit dit fort, Fort bij de Liebrug en Fort aan de Liede, een liniewal, batterijen en inundatiesluizen. Het fort kreeg de functie om het acces van de Oude Haarlemmerweg af te sluiten en de belangrijke inundatiesluizen voor de Veer- en Waarderpolder, aan de overkant van de Liede, te verdedigen. Het fort had een bezetting van 169 man volgens een opgave uit 1913.
De fortwachterswoning is rond 1935 gebouwd en diende als dienstwoning van de fortwachter die het fort bewaakte en het onderhield als er geen bezetting aanwezig was.
Beide hefkoepelgebouwen zijn tijdens de oorlog opgeblazen om de hefkoepels te verwijderen. Het staal van de koepels was nodig voor de Duitse oorlogsindustrie. Later zijn er tralies voor de ramen gekomen omdat het fort na de Tweede Wereldoorlog werd gebruikt als bewaringskamp. Van 11 november 1946 tot 29 februari 1948 zaten zo’n 225 personen in hechtenis op “Kamp Fort Penningsveer”.
Tussen 1950 en 1980 gebruikte het ministerie van Defensie het fort als opslagplaats voor springstoffen en munitie. De loods bij het fort is gebouwd omstreeks 1953 en heeft een stalen constructie. In 1985 kwam het fort in handen van een stichting die het gebouw ging gebruiken voor jeugdwerk. Groepen dak- en thuislozen hielpen de vrijwilligers bij de renovatie, als onderdeel van een re-integratieproject. Als vervolg daarop is gepoogd allerlei alternatieve bedrijfjes en ateliers te laten vestigen. Het is ook beschikbaar voor verhuur aan groepen. Een gedeelte van het fort is sinds januari 2013 in gebruik bij de stichting HVO-Querido, een organisatie die hulp biedt aan onbehuisden met een psychiatrische beperking of met sociaaleconomische problemen.
In maart 2022 werd het fort te koop aangeboden. De eigenaar, Het Rijksvastgoedbedrijf, bood het fort en de bijgebouwen in verhuurde staat te koop aan door middel van een openbare inschrijving.